# Česko-ukrajinské vztahy
Česko-ukrajinské vztahy jsou především zahraniční vztahy mezi Českou republikou a Ukrajinou. Ale také jsou to bilaterální mezinárodní vztahy mezi jinými česko-ukrajinskými aktéry (meziúřadové, mezinárodní nevládní organizace, jiná nevládní uskupení, transnárodní korporace) mezinárodních vztahů.

## Historie

### Předmoderní období
Ke stykům mezi obyvatelstvem dnešních Čech a dnešní Ukrajiny docházelo již od středověku. Přemysl Otakar II. měl konflikty s Rurikovcem Danileem (Danylem), sám však později pojal za manželku dceru haličsko-černigovského knížete Rostislava Kunhutu. Z území dnešní Ukrajiny pocházela litevská knížata Fridrich Ostrožský a Zikmund Korybutovič, pohybující se v řadách husitských válečníků. V pozdním středověku se čeština rozšířila jako jazyk komunikace do východní Evropy a ovlivnila podobu jazyka v psaných listinách. Volyňský kníže Konstantin Ostrožský se stal roku 1567 dočasně držitelem Roudnice nad Labem. Nástupce hejtmana Mazepy Pylyp Orlyk byl považován za potomka pobělohorských exulantů.

### Styky v 19. století

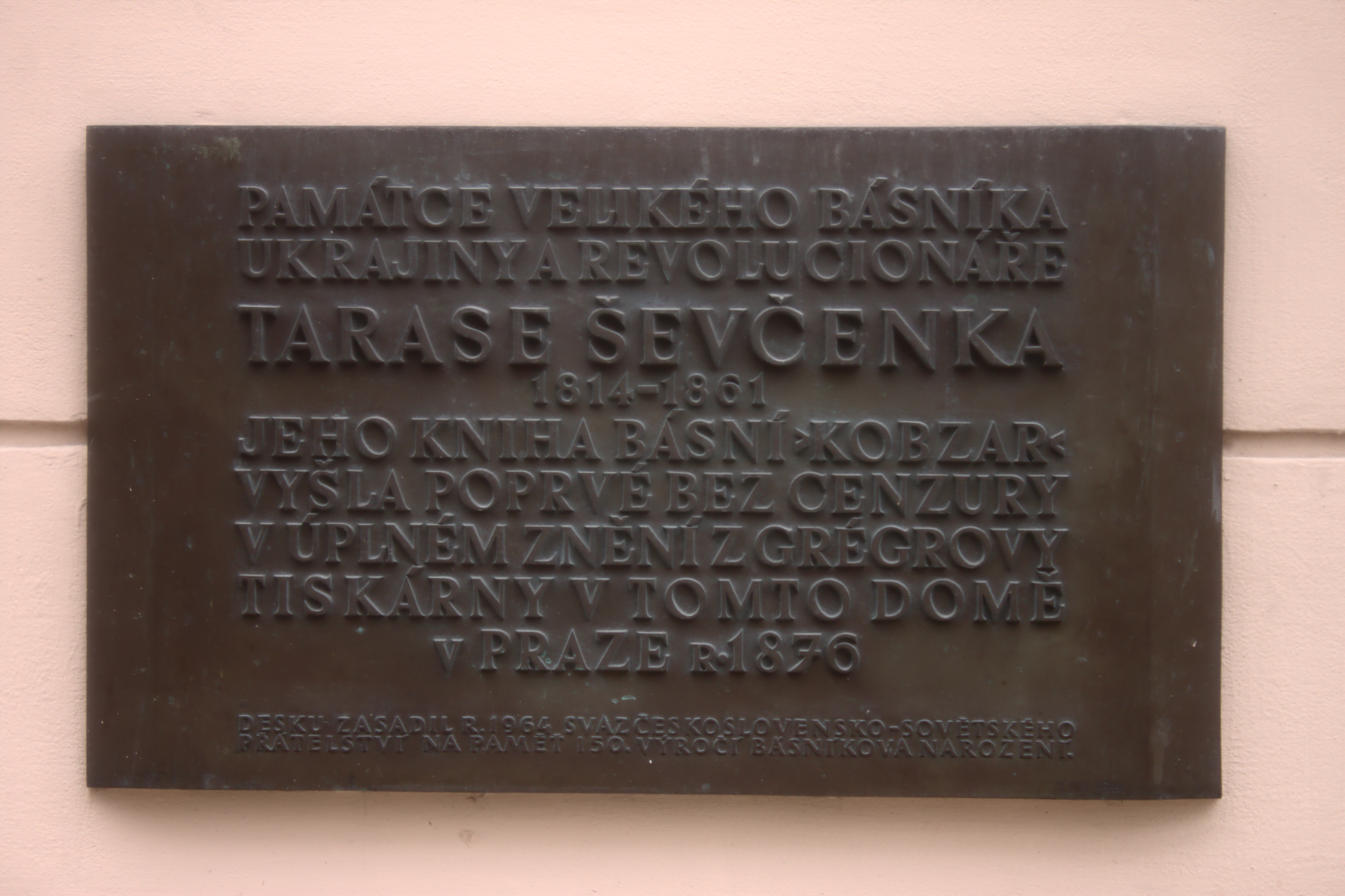
Pamětní deska prvního necenzurovaného vydání sbírky Kobzar Tarase Ševčenka roku 1876 v Praze

Ukrajinský básník Taras Ševčenko napsal roku 1845 báseň Kacíř věnovanou Janu Husovi. V roce 1848 se čeští a ukrajinští vlastenci setkali na Slovanském sjezdu v Praze. Někteří čeští intelektuálové (např. František Palacký, František Ladislav Rieger nebo Karel Havlíček Borovský) se intenzivně zajímali o budoucnost Ukrajiny.
V Čechách pobývali ukrajinští literáti Ivan Franko a Mychajlo Hruševskyj. Naopak někteří Češi odcházeli za lepším životem do tehdejšího Ruského impéria, často na území dnešní Ukrajiny (např. novinář František Rostislav Mráček, malíř František Josef Šafařovic či účastník prvního českého odboje v Rusku Jan Volf). Spoluzakladatelem Ukrajinského národního muzea v Kyjevě a průkopníkem ukrajinské archeologie byl Čech Čeněk Chvojka.
V letech 1864–1882, tedy v době, kdy Bukovina byla součástí habsburské monarchie, vystavěl český architekt Josef Hlávka v ukrajinských Černovicích Rezidenci bukovinských metropolitů; v budovách dnes sídlí Černovická univerzita. 

### Volyňští Češi
Ve druhé polovině 19. století se na Volyni usazovali čeští přistěhovalci. Podle sčítání lidu z roku 1897 žilo ve Volyňské gubernii 20 tisíc Čechů.

### První světová válka
Během první světové války bojovaly na území tehdejšího Ruského impéria a tedy i dnešní Ukrajiny československé legie (bitvy u Zborova a Bachmače).

### Meziválečné období

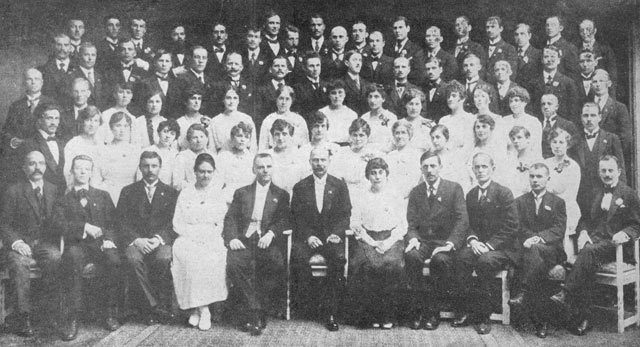
Ukrajinská republikánská kapela v Praze (1919)

Po vzniku Československa působila v letech 1919–1923 v Praze diplomatická mise Ukrajinské lidové republiky. Od srpna 1921 v Praze působila i obchodní mise Ukrajinské SSR, o rok později přeměněná na zastupitelství, které bylo, po vzniku Sovětského svazu na konci roku 1922, zrušeno v létě 1923.
V letech 1920 až 1921 na území dnešní Ukrajiny působila moskevská repatriační mise ČSR, zajišťující návrat československých legionářů a zajatců. Mise měla pobočky v Charkově a Kyjevě a repatriační stanici v Oděse. V Charkově, tehdejším hlavním městě formálně nezávislé Ukrajinské SSR, působila od srpna 1921 obchodní mise vedená Josefem Girsou. Po podepsání Prozatímní smlouvy mezi ČSR a USSR 6. června 1922 misi nahradilo zastupitelství v Charkově s konzulární odbočkou v Kyjevě. Od října 1923 se stalo odbočkou moskevského zastupitelství. Kyjevská odbočka byla zrušena v únoru 1924 na nátlak sovětské vlády a v únoru 1927 bylo zrušeno i zastupitelství v Charkově. Po navázání diplomatických styků mezi ČSR a SSSR byl v dubnu 1935 oficiálně zřízen generální konzulát v Kyjevě, fungující od června 1936 do dubna 1938.
Od dubna do července 1919 vystupovala v Československu Ukrajinská republikánská kapela a získala výrazný zájem publika i kladné hodnocení kritiky, Zdeněk Nejedlý o kapele napsal knihu.

#### Ukrajinská emigrace

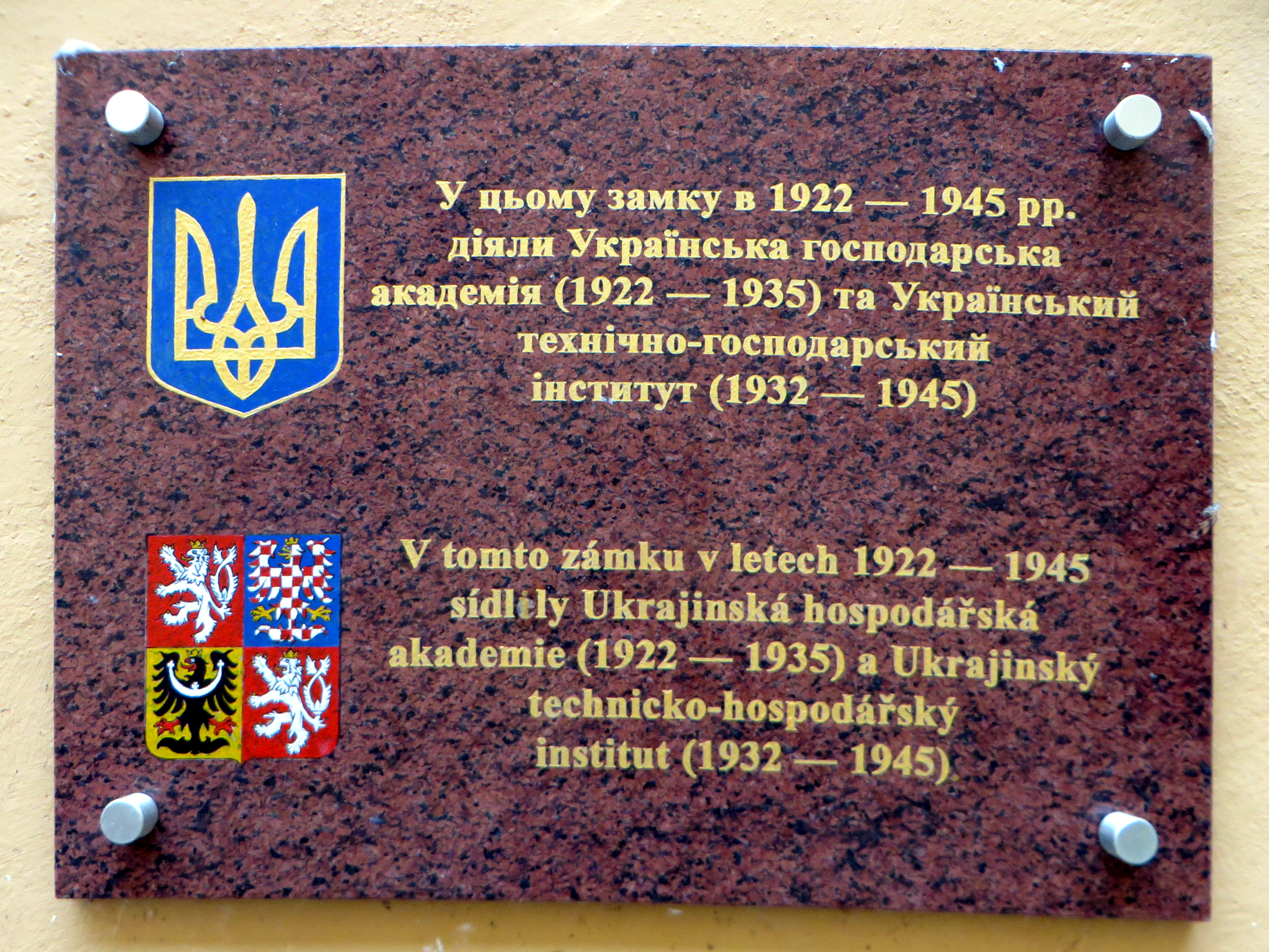
Pamětní deska Ukrajinské hospodářské akademie v Poděbradech

V meziválečném období se Československo stalo centrem ukrajinské politické, vědecké a literární emigrace. Působily zde např. Ukrajinská svobodná univerzita, Ukrajinská akademie, Muzeum osvobozeneckého boje Ukrajiny a pražská básnická škola. Československý stát podporoval činnost ukrajinských emigrantů v rámci tzv. Ruské pomocné akce, stejně jako Rusů a Bělorusů. Po Praze byly druhým nejvýznamnějším střediskem Poděbrady, kde roku 1922 vznikla Ukrajinská hospodářská akademie. V roce 1925 tvořilo 764 Ukrajinců desetinu obyvatel Poděbrad. Jedním z ukrajinských emigrantů do Československa byl i Ivan Borkovský, který se proslavil výzkumy na Pražském hradě a Levém Hradci.

#### Podkarpatská Rus
Dnešní ukrajinská Zakarpatská oblast byla na základě minoritní saintgermainské smlouvy od roku 1919 součástí zabrána Československa, okupační název Podkarpatská Rus. V roce 1939 byla obsazena Maďarskem, roku 1945 byla Československem odstoupena Sovětskému svazu a zpětně připojena k Ukrajinské SSR.

### Druhá světová válka
Během druhé světové války se československé jednotky v SSSR účastnily osvobozování Ukrajiny od německých vojsk. Poprvé bojovaly v březnu 1943 u Sokolova, dále se podílely např. na bitvě o Kyjev. Celkem na území Ukrajiny padlo asi 400 československých vojáků.

### Od rozpadu Sovětského svazu
Po ukrajinském referendu 1. prosince 1991, kdy velká většina hlasovala pro nezávislost, československá vláda na mimořádném zasedání 8. prosince uznala samostatnost Ukrajiny. Nově samostatná Česká republika byla uznána Ukrajinou 1. ledna 1993.
28. srpna 2020 bylo v Praze 16 otevřeno Centrum humanitární pomoci Ukrajiny, kurátorem projektu je Petr Oliva.

### Ruská invaze na Ukrajinu 2022

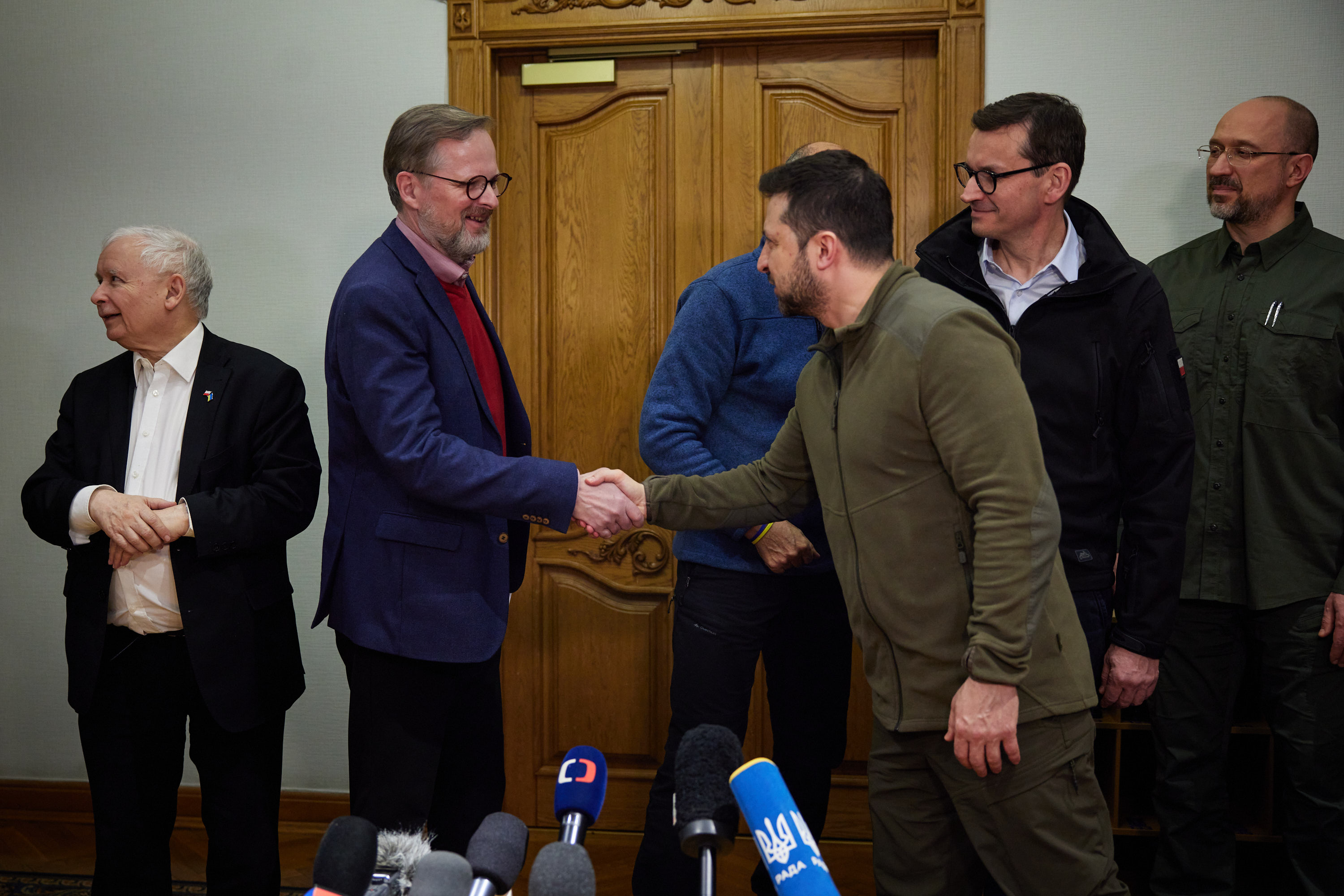
Petr Fiala s Volodymyrem Zelenskym během návštěvy Kyjeva, 15. března 2022

Během ruské invaze v roce 2022 Ukrajinu podpořil český premiér Petr Fiala i prezident Miloš Zeman (Taktéž nástupce Miloše Zemana Petr Pavel). Česká vláda poslala Ukrajině munici v hodnotě 588 milionů korun. 26. února schválila první část za 188 milionů korun, den po té za dalších 400 milionů. Ve veřejných charitativních sbírkách na Ukrajinu se vybralo k 2. březnu 2022 přes miliardu korun. V neděli 27. února se konal na Václavském náměstí v Praze happening na podporu Ukrajiny, na který přišlo dle odhadů policie kolem 80 tisíc lidí. Premiér Fiala společně s premiéry Slovinska a Polska navštívil 15. března 2022 Kyjev a sešel se s prezidentem Zelenskym a dalšími představiteli Ukrajiny. Tato předem utajovaná cesta byla ukrajinskou stranou kvitována s povděkem a měla pozitivní ohlas v českých i zahraničních médiích.

## Galerie

Odjezd ukrajinských Sokolů ze Lvova na 6. všesokolský slet 1912
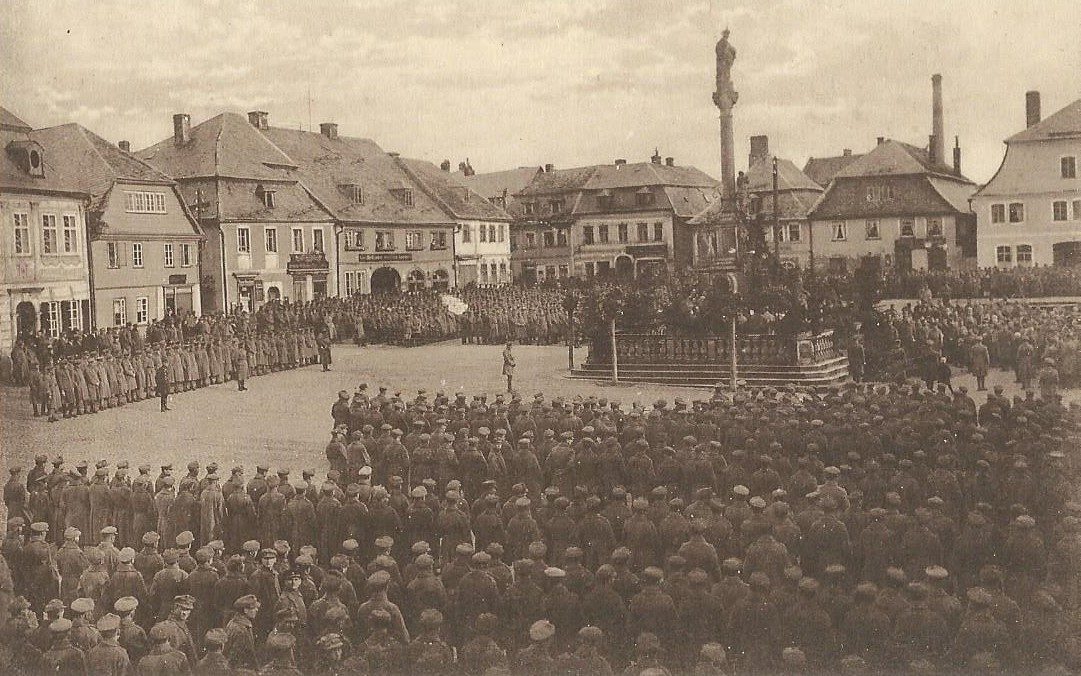
Ukrajinská brigáda v Německém Jablonném (1920)
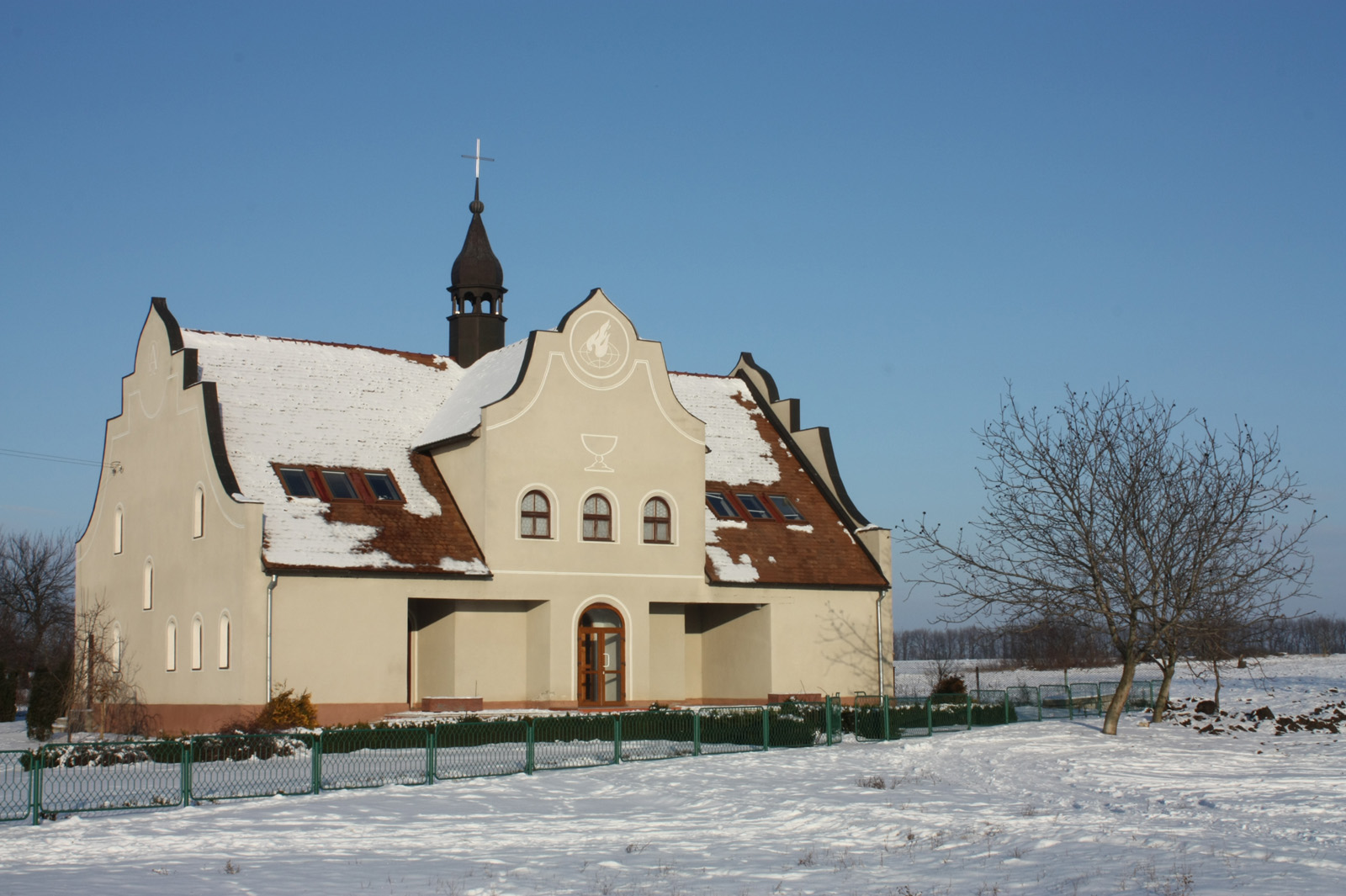
Betlémská kaple, postavená roku 1996 v české vesnici Bohemka v Mykolajivské oblasti
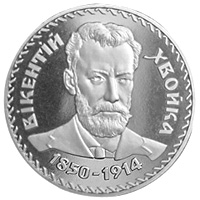
Ukrajinská pamětní mince s Čeňkem Chvojkou (2000)
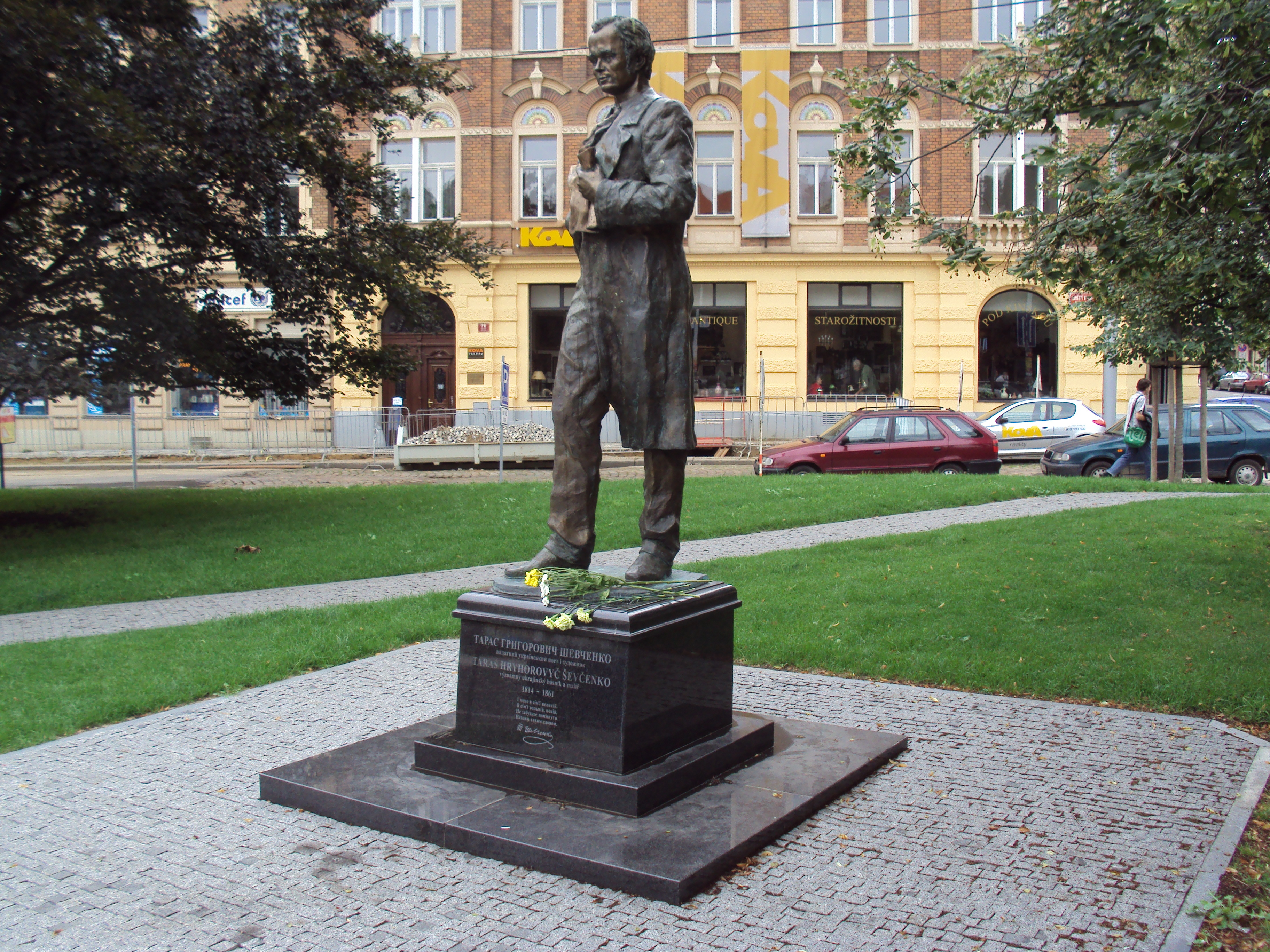
Socha Tarase Ševčenka na náměstí Kinských v Praze, odhalená roku 2009
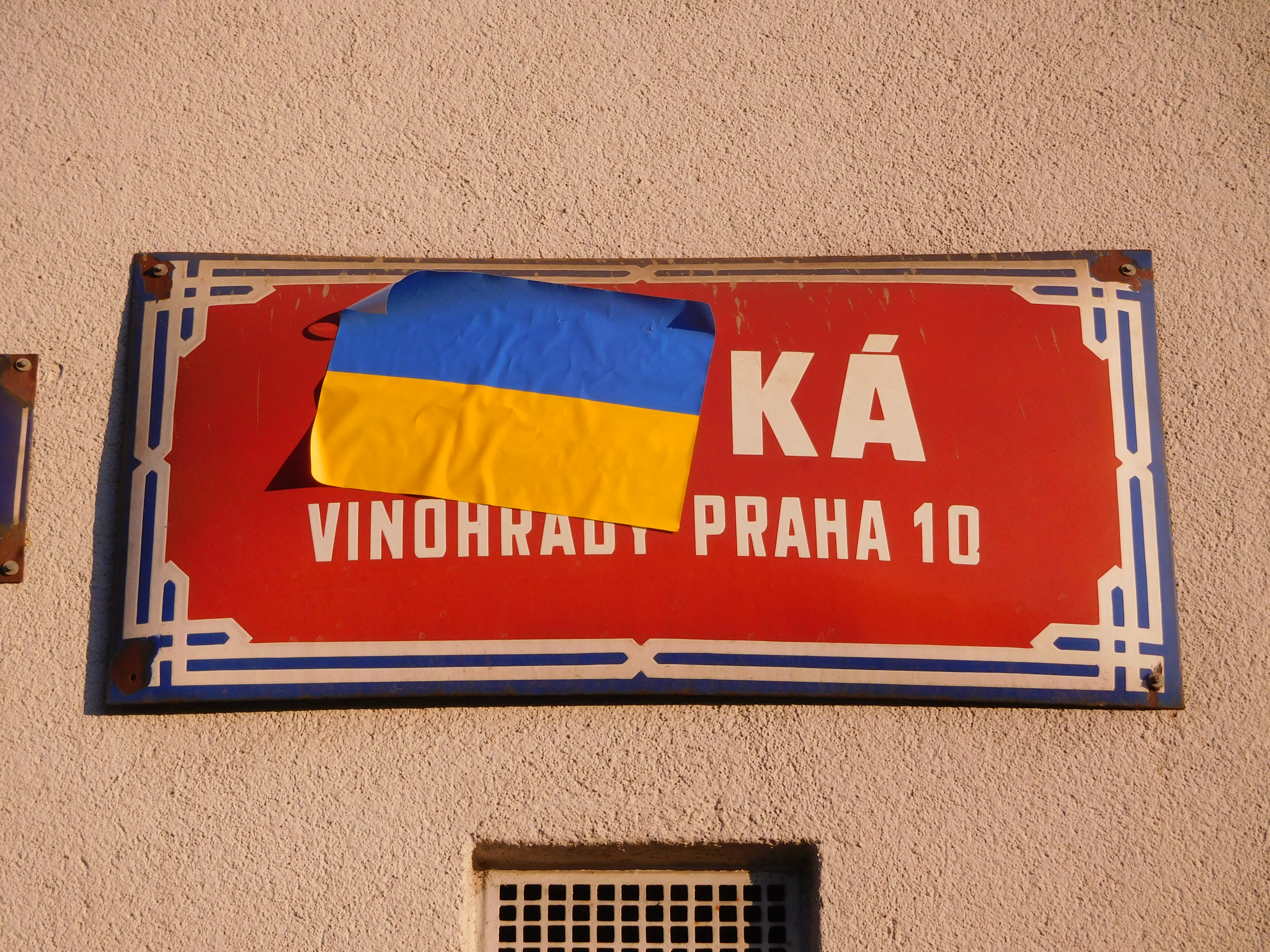
Cedule ulice Ruská v Praze, přelepená ukrajinskou vlajkou na protest proti ruské invazi 2022
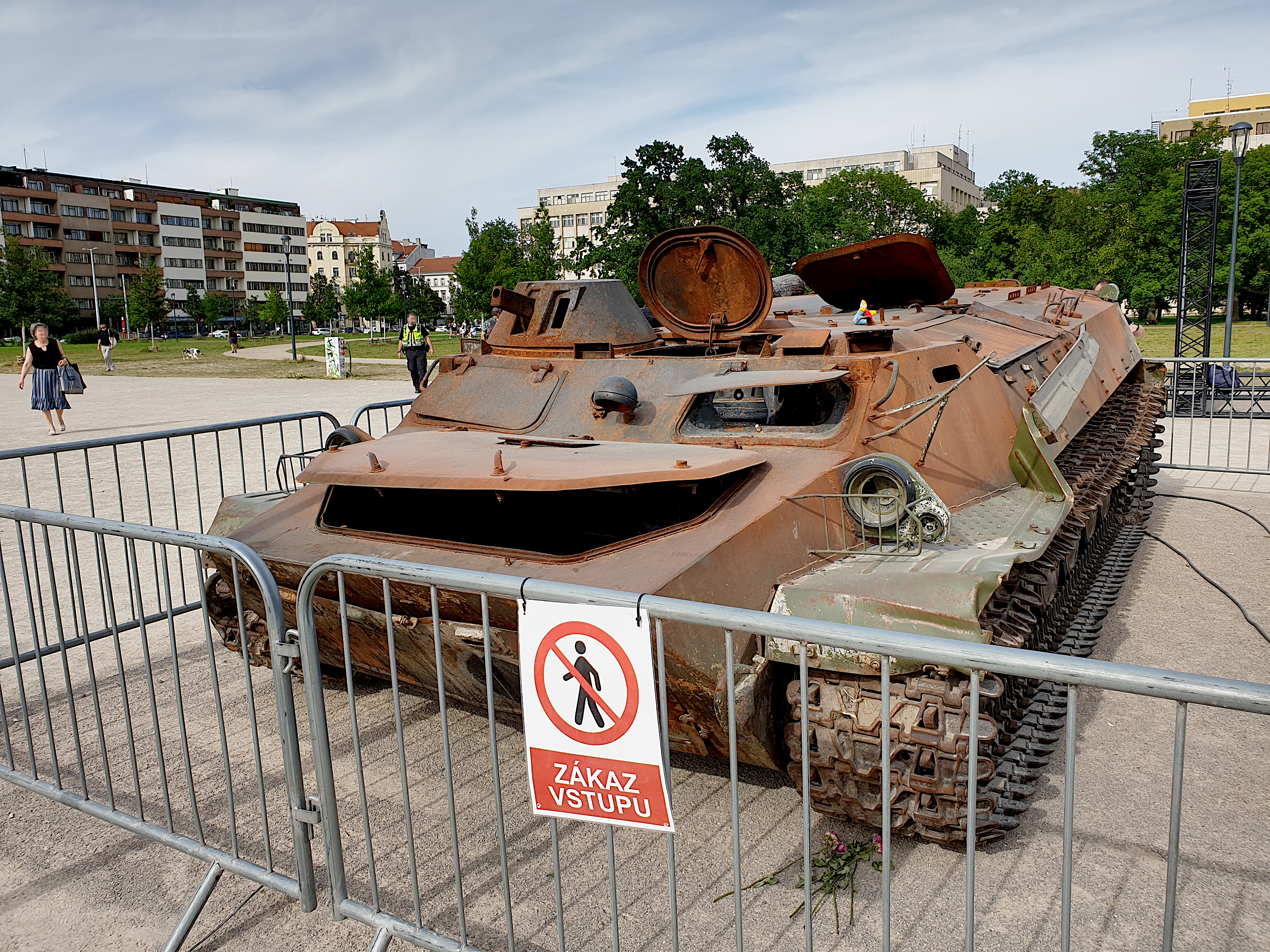
Výstava ruské techniky, zničené při invazi na Ukrajinu, na pražské Letné